# Kōki Saga
Kōki Saga (嵯峨宏紀?, Saga Kōki; Aichi, 25 aprile 1983) è un pilota automobilistico giapponese.

## Carriera
Dopo gli inizi nel karting e nella Formula Toyota giapponese, dal 2005 al 2010 ha disputato il campionato giapponese di Formula 3, correndo per il team Le Beausset. In questa competizione ha ottenuto il primo podio nel 2006 e come miglior risultato nella classifica finale il quarto posto nel 2010, annata in cui ha fatto segnare anche due vittorie nell'evento conclusivo della stagione ad Autopolis.
A partire dal 2011, rimanendo nella stessa scuderia, è passato alla Formula Nippon, senza ottenere posizionamenti a punti né nel 2011 né nel 2012. Parallelamente alle competizioni a ruote scoperte, ha disputato anche gare di Super GT.